# Trichosurus arnhemensis
Trichosurus arnhemensis é uma espécie de marsupial da família Phalangeridae. Endêmica da Austrália.